# Imperata
Imperata Cirillo é um género botânico pertencente à família Poaceae.